# Kiko Mendive
Cecilio Francisco Mendive Pereira, genannt Kiko Mendive (* 22. November 1919 in Havanna; † 5. April 2000 in Caracas), war ein kubanischer Schauspieler, Choreograph, Tänzer und Sänger.

## Leben
Mendive begann seine Laufbahn 1939 als Sänger im Sexteto Caribe in Havanna, später schloss er sich der Gruppe Los jóvenes de la Crema an. 1940 ging er mit der Gruppe Batamú nach Mexiko. Dort wurde er unter dem Namen Kiko bekannt und trat u. a. mit den Orchestern von Rafael Hernández, Silvestre Méndez, Ismael Díaz, Homero Jiménez und Dámaso Pérez Prado auf.
Er gründete auch ein eigenes Orchester (Acerina, bekannt als Orquesta Tropical), mit dem er 1942 seinen ersten Film ¡Qué hombre tan simpático!  drehte. In den 1940er Jahren trat er als Rumbatänzer u. a.mit Yadira Jiménez, Amalia Aguilar, María Antonieta Pons, Blanquita Amaro, Meche Barba, Rosa Carmina, Ninón Sevilla und Rosita Fornés auf. 
1952 besuchte er mit Noro Morales und Olga Guillot Venezuela. Nach seiner Rückkehr nach Mexika trat er in zahlreichen Spielfilmen auf, darunter Me lo dijo Adela (1955) und La engañadora (1956). Ab 1956 lebte er in Venezuela. Dort trat er mit den Orchestern von Porfi Jiménez, Aldemaro Romero, Chucho Sanoja, Eduardo Cabrera und anderen auf, wirkte in der humoristischen Programmreihe Radio Rochela von Radio Caracas Televisión mit und hatte Auftritte als Alleinunterhalter am Teatro Chacaíto.